# La Lupe
Guadalupe Victoria Yolí Raymond, connue sous le nom de scène La Lupe, également surnommée La Yiyiyi, Queen of Latin Soul (« Reine de la Soul Latino ») ou encore Reina de la canción latina (« Reine de la chanson latine ») (née le 23 décembre 1936 à Santiago de Cuba (quartier de San Pedrito) et morte le 29 février 1992 dans le Bronx, à New York, États-Unis) était une chanteuse cubaine de salsa, bolero, boogaloo et d'autres rythmes d'Amérique latine.

## Biographie
Née dans une famille assez pauvre (son père, Tito Yoli, travaillait dans la distillerie de rhum Bacardi), Guadalupe Yolí a fait des études à l'université de La Havane pour être institutrice.
Elle a plus tard participé à un radio-crochet et s'est classée première.
Elle s'est mariée en 1958  avec Eulogio "Yoyo" Reyes avec qui elle a eu un fils (Rene Camaro). Le couple a formé avec une autre chanteuse le trio Los Tropicuba.
Son mari étant parti avec une autre femme, ils divorcent en 1960 et le groupe se dissout.
Elle se lance alors en solo dans un petit night-club de La Havane, La Red, puis passe à la radio.
Elle sort son premier album Con el Diablo en el Cuerpo (« Avec le diable au corps ») sur le label Discuba en 1961.
Critiquée par le nouveau régime révolutionnaire pour son côté provocant et confrontée à des problèmes professionnels et personnels elle s'exile en 1962 au Mexique, puis aux États-Unis (à Miami puis à New York ).
Elle chante au cabaret La Barraca où elle est découverte par Mongo Santamaria qui relance sa carrière : elle enregistre dix albums en cinq ans, dont quatre en collaboration avec le grand Tito Puente.
Elle chante avec passion divers types de musique :  son montuno, boléro, boogaloo, merengue, Golpe Tocuyano, bomba, plena, busamba, salsa, ...
Elle a chanté à plusieurs reprises des chansons très célèbres, certaines adaptées en espagnol) :  Fever  (popularisée par Peggy Lee), Twist and Shout (popularisée par les Beatles),  Yesterday de ces mêmes Beatles,  Dominique de Sœur Sourire, Unchained Melody, America de West Side Story, ….
Elle est la première artiste de musique latine à se produire au Carnegie Hall et au Madison Square Garden à guichets fermés.
Elle a une fille de son second mari, William ("Willie") García, prénommée Rainbow.
En 1974 sa maison de disques Tico Records est rachetée par Fania Records et il fut négocié que ce soit Celia Cruz qui rejoigne l'orchestre Fania All Stars alors que La Lupe en était tenue écartée.
En 1978, grâce à l'aide de Tito Puente, elle enregistre avec ce dernier son dernier album sur le label Fania, La Pareja.
Après avoir été une fervente pratiquante de la Santeria elle s'est convertie dans les années 1980 à l'Évangélisme.
Elle a quitté New York pour Porto Rico mais à la suite de scandales lors de spectacles télévisés, elle a préféré revenir à New York.
Elle meurt le 29 février 1992 d'un arrêt cardiaque à l'âge de 55 ans.
Dans les années 1990, sa musique va connaître un nouveau regain d'intérêt grâce aux films du réalisateur espagnol Pedro Almodóvar qui emploie souvent ses musiques (Puro Teatro dans Femmes au bord de la crise de nerfs, etc.), et aussi parce qu'en raison de la ressemblance de sa voix avec celle de Judy Garland elle est devenue une icône pour la communauté gay d'Amérique et du monde hispanophone.
Un film sur sa vie (biopic), La Lupe: Mi Vida, Mi Destino a été projeté le 27 juin 2001 en avant-première à New York.
En 2002, la ville de New York rebaptisé la 140e rue Est du Bronx (la dernière rue qu'elle a habité) « La Lupe Way » pour lui rendre hommage.
En 2008, l'écrivaine cubaine Daína Chaviano lui rend hommage en l'incorporant comme personnage dans son roman où figurent plusieurs vedettes, L'île des amours éternelles (roman cubain le plus traduit de tous les temps, médaille d’or du concours des Florida Book Awards).

## Discographie
- Con el Diablo en el Cuerpo, 1960.
- La Lupe is Back, 1961.
- Mongo Introduces La Lupe, 1963.
- The King Swings, the Incredible Lupe Sings, 1965. (avec Tito Puente).
- Tú y Yo, 1965. (avec Tito Puente).
- Homenaje a Rafael Hernández, 1966. (avec Tito Puente).
- La Lupe y su Alma Venezolana, 1966.
- A mí me llaman La Lupe, 1966.
- The King and I, 1967. (avec Tito Puente).
- The Queen Does Her Own Thing, 1967.
- Two Sides of La Lupe, 1968.
- Queen of Latin Soul, 1968.
- La Lupe's Era, 1968.
- La Lupe is The Queen, 1969.
- Definitely La Yiyiyi, 1969.
- That Genius Called The Queen, 1970.
- La Lupe en Madrid, 1971.
- Stop, I'm Free Again, 1972.
- ¿Pero Cómo va ser?, 1973.
- Un Encuentro con La Lupe, 1974.
- Lo Mejor De la Lupe Compilation, 1974.
- One of a Kind, 1977.
- Apasionada Compilation, 1978.
- La Pareja, 1978. (avec Tito Puente).
- En Algo Nuevo, 1980.
- Dance with the Queen, 2008 (Compilation).

### Période chrétienne
- La Samaritana.
- Te Amo Porque Me Amaste Primero.
- Dios No Es Hombre Para Que Mienta.
- La Lupe En Cristo.